# Ubaí
Ubaí là một đô thị thuộc bang Minas Gerais, Brasil. Đô thị này có diện tích 821,872 km², dân số năm 2007 là 11834 người, mật độ 13 người/km².